# Roberto da Germânia
Roberto, Rei da Germânia (em alemão:  Ruprecht;Amberg, 5 de Maio de 1352 - Burg Landskron, 18 de Maio de 1410), único filho de Ruperto II, Eleitor Palatino do Reno e Beatriz da Sicília, foi Príncipe-eleitor do Palatinado (como Ruperto III) de 1398 até à sua morte, em 1410, e Rei da Germânia (como Ruperto I) de 1400 até à mesma data. Era membro da Casa de Wittelsbach.

## Casamento e descendência

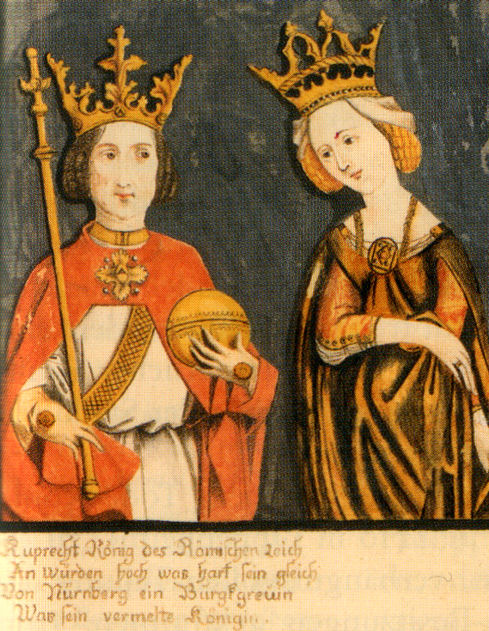
Roberto e a sua consorte, Isabel

Roberto casou em Amberg, a 27 de junho de 1374, com Isabel de Hohenzollern, filha do Burgrave Frederico V, Burgrave de Nuremberga e de Isabel da Mísnia.
Deste casamento nasceram nove filhos:
1. Roberto Pipan (1375-1397)
2. Margarida (1376-1434), que casou com o Duque Carlos II da Lorena;
3. Frederico (ca. 1377-1401)
4. Luís III, Eleitor Palatino (1378-1436);
5. Inês (1379-1401), casou com Adolfo I, Duque de Cleves;
6. Isabel (1381-1408), casou com o Duque Frederico IV da Áustria;
7. João de Neumarkt (1383-1443);
8. Estêvão de Simmern-Zweibrücken (1385-1459);
9. Otão I de Mosbach (1390-1461).